# Тымусь, Юрий Владимирович
Ю́рий Влади́мирович Ты́мусь (укр. Юрій Володимирович Тимусь; 2 мая 1987, Детковцы — 31 марта 2022, Рыбацкое) — украинский военнослужащий, лётчик 1-го класса, участник российско-украинской войны и миротворческих миссий в Африке. Герой Украины (2024, посмертно).

## Биография
Тымусь Юрий Владимирович родился 2 мая 1987 года в селе Детковцы, Бродовского района, Львовской области.
В 2008 году после окончания Харьковского национального университета Воздушных сил имени Ивана Кожедуба пошёл служить в 16-ю отдельную бригаду армейской авиации.
Военный лётчик первого класса, инструктор вертолёта Ми-8, 16 ОБРАА (в/ч А2595).
Неоднократно участвовал в миротворческих миссиях Либерии, Конго. С 2014 года защищал территориальную целостность и суверенитет Украины, выполнял задачи в АТО/ООС.
С началом российского вторжения в 2022 году осуществлял оборону Киева за что был награждён орденом «За Мужество» III степени.
Погиб 31 марта 2022 года вместе с членами экипажа Иваном Ваховским и Денисом Бадика после того как их вертолёт был сбит в районе села Рыбацкое, Мариупольского района.
Похоронен 20 марта 2024 года на центральном кладбище в городе Броды Львовской области.
Осталась жена и трое детей.

## Награды
- Звание «Герой Украины» с удостоением ордена «Золотая Звезда» (30 сентября 2024, посмертно) — за личное мужество и героизм, проявленные в защите государственного суверенитета и территориальной целостности Украины, верность военной присяге.

- Орден «За мужество» III степени (10 марта 2022) — за личное мужество и самоотверженные действия, выявленные в защите государственного суверенитета и территориальной целостности Украины, верность военной присяге.

- За участие в антитеррористической операции

- Нагрудный знак «За образцовую службу»

- Медаль «15 лет добросовестной службы»

- Нагрудный знак «Участник АТО»

- Награда командующего объединёнными силами «Казацкий крест» III степени

- Награда командующего объединёнными силами «Казацкий крест» II степени